# شريان عجزي وحشي
شريان عجزي وحشي هو فرع من شريان حرقفي غائر.